# Corcelles-les-Monts
Corcelles-les-Monts är en kommun i departementet Côte-d'Or i regionen Bourgogne-Franche-Comté i östra Frankrike. Kommunen ligger i kantonen Dijon 5e Canton som tillhör arrondissementet Dijon. År 2022 hade Corcelles-les-Monts 654 invånare.

## Befolkningsutveckling
Antalet invånare i kommunen Corcelles-les-Monts
Referens:INSEE